# Fujimoto Tesseki

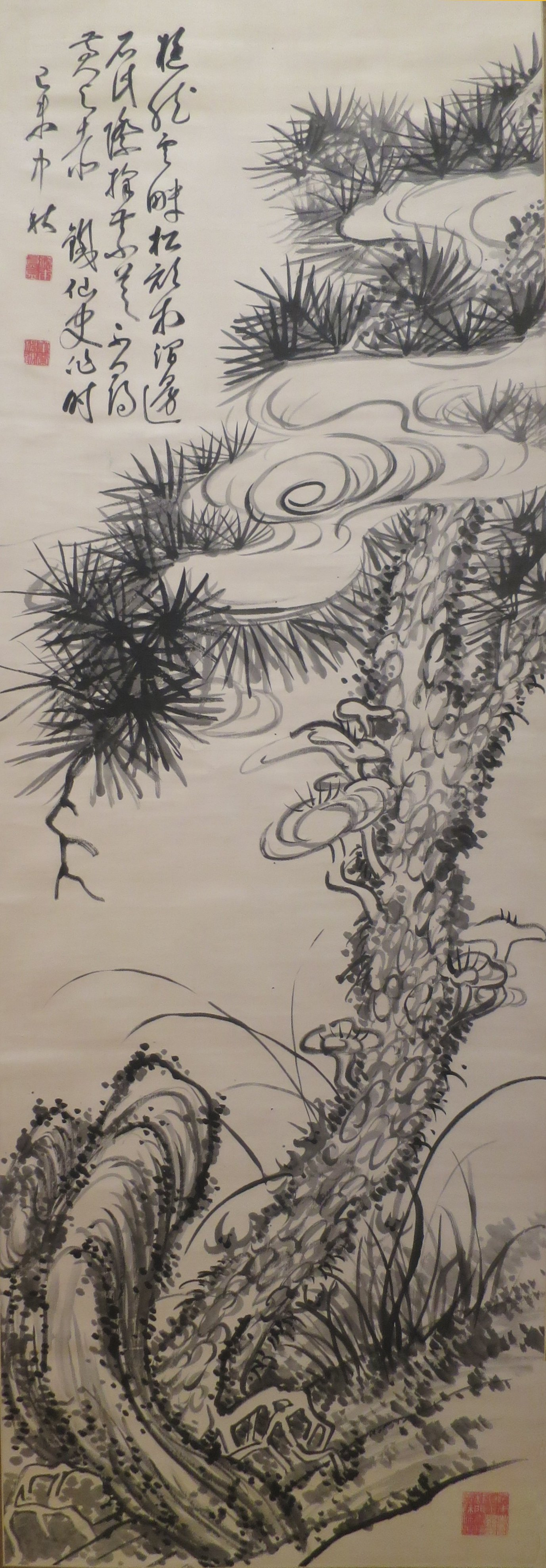
Tesseki: Alte Kiefer

Fujimoto Tesseki (japanisch 藤本 鉄石, eigentlicher Name: Katayama Shinkin (片山 真金), weitere Künstlernamen: Baisaiō (売菜翁), Tekkanshi (鉄寒士), Tetsumon (鉄門), Tomon (都門); geb. 14. April 1816 in Higashi Kawahara (Präfektur Okayama); gest. 6. November 1863) war ein am Ende der Edo-Zeit japanischer Kämpfer gegen das Shogunat und ein 
Maler der Nanga-Richtung.

## Leben und Werk
Fujimoto Tesseki war Sohn der Katayama-(片山)-Familie, die in Higasahi-Kawahara in der Provinz Bizen lebte. Er wurde später von der Fujimoto-Familie adoptiert, Untergebene des Ikeda-Klans, der in Okayama residierte. Als Fujimoto 20 Jahre alt war, begann er ein Studium an der Han-Schule „Shizutanigakō“ (閑谷学校), begann gleichzeitig ein Studium der Malerei unter dem Konfuzianisten des Han, Itō Kachiku (伊藤花竹). 
Um das Jahr 1849 herum ging Fujimoto nach Kioto und bereiste danach Westjapan. 1859 kehrte er nach Kioto zurück, wo er in die Auseinandersetzungen zwischen den Shogunats-Anhängern und den Befürwortern der Wiederherstellung der kaiserlichen Macht geriet. Fujimoto schloss sich Letzteren an und nahm eine führende Rolle innerhalb der Tenchūgumi (天誅組) ein, einer Gruppe, die die kaiserliche Sache vorantreiben wollte. Zusammen mit Matsumoto Keidō (松本奎堂; 1831–1863) und Yoshimura Toratarō (吉村虎太郎; 1837–1863) stellte er Truppen zusammen, um Nakayama Tadamitsu (1845–1864) bei der Schlacht von Yamato Totsukawa (大和十津川) zu unterstützen. Er fiel dann in der Schlacht.
Fujimoto war geübt in den kriegerischen Künsten, in Kalligrafie und in Malerei. Er bevorzugte zunächst den Stil der Nordschule, wechselte dann aber zu Nanga.